# Дефлектор (аэродинамика)
Дефлектор (от лат. deflecto — отклонять) — аэродинамическое устройство, устанавливаемое над вентиляционным каналом, дымоходом, в системе охлаждения поршневого авиамотора и др. Применяется для усиления тяги в канале за счёт эффекта Вентури: чем больше скорость движения потока воздуха при уменьшении поперечного сечения канала, тем меньше статическое давление в этом сечении. Дефлекторы увеличивают тягу в канале и повышают эффективность систем вентиляции.

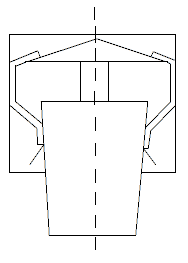
Схема дефлектора ЦАГИ

Наиболее известные конструкции дефлекторов:
- дефлектор ЦАГИ
- открытый тарельчатый дефлектор Astato
- круглый дефлектор «Волпер»
- дефлектор-звезда «Шенард»
- дефлектор Григоровича
- Н-образный дефлектор
- Турбодефлектор

2 всеракурсных дефлектора отопления и кондиционера в центре приборной панели "Лады Гранты" Оба дефлектора направлены влево-вниз на водительское кресло

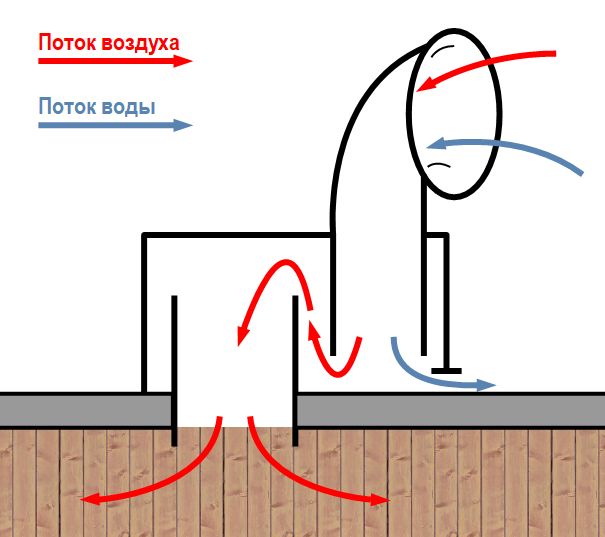
Схема вентиляционной трубы

Дефлекторы применялись с середины XIX века на зданиях и на транспортных средствах. Статические дефлекторы используют сейчас в качестве устройств выброса воздуха из индивидуальных и коллективных каналов естественной вентиляции, индивидуальных и коллективных дымоходов, каналов выброса продуктов сгорания газа, стволов мусоропроводов. Их применяют на зданиях любой этажности, на новостройках и реконструируемых зданиях.
Так же дефлектора нашли своё применение в автопроме. Они служат для регулирования направления и мощности воздушного потока отопителя и кондиционера в салонах автомобилей. 